# Recipe
「Recipe」（レシピ）は、vistlipの8枚目のシングル。2012年4月11日発売。発売元はマーベラスAQL。

## 解説
2枚目のアルバム『ORDER MADE』から4ヵ月ぶりのリリース、シングルとしては前シングル「SINDRA」から10ヶ月ぶりである。通常版と、ブックレットとインストロメンタル付きの「lipper」と、「Recipe」video clip付き「visiter」の3タイプ発売。
表題「Recipe」はテレビ朝日系『Break Out』のエンディングテーマに使用された。

## 収録曲

### visiter
CD
1. Recipe
  - 作詞: 智、作曲: Yuh、編曲: vistlip
2. Einstein 
  - 作詞: 智、作曲: Tohya、編曲: vistlip

DVD
1. 「Recipe」 VIDEO CLIP収録

### lipper
CD
1. Recipe
2. Einstein
3. the surface [Re:birth]
  - 作詞: 智、作曲: Yuh、編曲: vistlip
4. Recipe (instrumental)
5. Einstein (instrumental)

### 通常盤
1. Recipe
2. Einstein
3. トロイ 
  - 作詞: 智、作曲: Tohya、編曲: vistlip